# Карасай (Росія)
Караса́й (рос. Карасай) — село у складі Акбулацького району Оренбурзької області, Росія.

## Населення
Населення — 602 особи (2010; 712 у 2002).
Національний склад (станом на 2002 рік):
- росіяни — 40 %
- казахи — 32 %